# Max Théret
Max Théret (6 de enero de 1913 - 25 de febrero de 2009) fue un empresario francés, confundador de Fnac, originalmente Fédération nationale d’achats des cadres, junto a André Essel. Era francmasón activista antifascista y de ideología Trotskista.

## Biografía
Antes del ascenso de la extrema derecha, Max Théret se vio envuelto en batallas callejeras contra los estalinistas franceses durante los años posteriores a la muerte de Lenin y la intensa lucha de poder entre Iósif Stalin y León Trotski.
Entre 1936 y 1939, Max Théret participó en la Guerra Civil Española contra los franquistas. Después de lo cual regresó a Francia, donde se reunió con Trotski, que estaba en el exilio, y se convirtió en su guardaespaldas informal. Durante la Segunda Guerra Mundial luchó para el ejército francés, y se unió a la resistencia durante la Ocupación, ayudando a distribuir periódicos de izquierda. Théret tenía una pasión por la fotografía que comenzó en 1932. Cuando fue perseguido por la Gestapo, Théret abandonó la Zona Ocupada en 1942 y se trasladó a Grenoble, donde se dedicó a la fotografía. 
Después de la guerra, se formó como técnico de laboratorio fotográfico, fundó su propio laboratorio y más tarde construyó la primera máquina de procesamiento de color en Francia. En 1951, mientras trabajaba para la PTT, fundó Economie Nouvelle, un grupo de compras que organizaba descuentos para los miembros en productos vendidos a través de los comerciantes participantes.
En 1953, conoció a André Essel, el otro cofundador de Fnac, y los dos concibieron la idea de formar un nuevo club de compradores a través de una revista llamada Contact. Fundada un año más tarde, en 1954, Fnac era exclusiva solo para sus miembros, ofreciendo fuertes descuentos en sus productos, basados en los principios socialistas de los fundadores. Su objetivo era mejorar la vida de los trabajadores, no a través de salarios más altos, sino a través de precios más bajos. En 1974, Fnac comenzó a vender libros con un 80% de descuento sobre el precio minorista recomendado, lo que provocó protestas y una ley en 1982 que limitaba el nivel de descuentos que se podían ofrecer en libros. He left the company in 1981.